# Liste des députés fédéraux canadiens - D
Cet article contient la liste des députés actuels et anciens à la Chambre des communes du Canada dont le nom commence par la lettre D.
En plus du prénom et du nom du député, la liste contient :
- le parti que le député représentait lors de son élection ;
- le comté et la province où il fut élu.

## D'A - Dau
- Jean-Claude D'Amours, libéral, Madawaska—Restigouche, Nouveau-Brunswick
- Chris d'Entremont, conservateur, conservateur, Nova-Ouest, Nouvelle-Écosse
- Julie Dabrusin, libéral, Toronto—Danforth, Ontario
- John Dahmer, progressiste-conservateur, Beaver River, Alberta
- Madeleine Dalphond-Guiral, Bloc québécois, Laval-Centre, Québec
- Marc Dalton, conservateur, Pitt Meadows—Maple Ridge, Colombie-Britannique
- Malachy Bowes Daly, libéral-conservateur, Halifax, Nouvelle-Écosse
- Thomas Mayne Daly (père), libéral-conservateur, Perth-Sud, Ontario
- Thomas Mayne Daly, libéral-conservateur, Selkirk, Manitoba
- Pam Damoff, libéral, Oakville-Nord—Burlington, Ontario
- Arthur Byron Damude, libéral, Welland, Ontario
- Raquel Dancho, conservateur, Kildonan—St. Paul, Manitoba
- Harold Warren Danforth, progressiste-conservateur, Kent, Ontario
- John Waterhouse Daniel, conservateur, Cité de Saint-Jean, Nouveau-Brunswick
- Kenneth Roy Daniel, progressiste-conservateur, Oxford, Ontario
- Marcel Danis, progressiste-conservateur, Verchères, Québec
- Barnett Jerome Danson, libéral, York-Nord, Ontario
- Vincent Martin Dantzer, progressiste-conservateur, Okanagan-Nord, Colombie-Britannique
- Jean-Baptiste Daoust, conservateur, Deux-Montagnes, Québec
- Francis Nicholson Darke, libéral, Regina, Saskatchewan
- Stan Darling, progressiste-conservateur, Parry Sound—Muskoka, Ontario
- Arnold Darroch, libéral, Wellington-Nord, Ontario
- David Bruce Daubney, progressiste-conservateur, Ottawa-Ouest, Ontario
- Robert Mose Patrick Daudlin, libéral, Kent—Essex, Ontario

## Dav - Day
- Michel Daviault, Bloc québécois, Ahuntsic, Québec
- Avard Longley Davidson, conservateur, Annapolis, Nouvelle-Écosse
- James Ironside Davidson, libéral, Ontario-Sud, Ontario
- Patricia Davidson, conservateur, Sarnia—Lambton, Ontario
- Robert Greig Davidson, libéral, Stanstead, Québec
- Scot Davidson, conservateur, York—Simcoe, Ontario
- Claudius Charles Davies, progressiste, North-Battleford, Saskatchewan
- Daniel Davies, conservateur, King's (Comté de), Île-du-Prince-Édouard
- Don Davies, Nouveau Parti démocratique, Vancouver Kingsway, Colombie-Britannique
- Libby Davies, Nouveau Parti démocratique, Vancouver-Est, Colombie-Britannique
- Louis Henry Davies, libéral, Queen's (Comté de), Île-du-Prince-Édouard
- Percy Griffith Davies, conservateur, Athabaska, Alberta
- Nicholas Flood Davin, libéral-conservateur, Assiniboia-Ouest, Territoires du Nord-Ouest
- Donald Watson Davis, conservateur, Alberta (district provisoire), Territoires du Nord-Ouest
- Fred Davis, conservateur, Calgary-Est, Alberta
- Fred Langdon Davis, unioniste, Neepawa, Manitoba
- Jack Davis, libéral, Coast—Capilano, Colombie-Britannique
- Thomas Osborne Davis, libéral, Saskatchewan (district de), Territoires du Nord-Ouest
- Dennis Dawson, libéral, Louis-Hébert, Québec
- George Walker Wesley Dawson, libéral, Addington, Ontario
- John A. Dawson, libéral, Pictou, Nouvelle-Écosse
- Simon James Dawson, conservateur, Algoma, Ontario
- Stockwell Day, Alliance canadienne, Okanagan—Coquihalla, Colombie-Britannique

## De - Dec
- Pierre de Bané, libéral, Matane, Québec
- Roland De Corneille, libéral, Eglinton—Lawrence, Ontario
- Amor De Cosmos, libéral, Victoria, Colombie-Britannique
- Robert de Cotret, progressiste-conservateur, Ottawa-Centre, Ontario & Berthier—Maskinongé, Québec
- Simon Leendert De Jong, Nouveau Parti démocratique, Regina-Est, Saskatchewan
- Pierre de Savoye, Bloc québécois, Portneuf, Québec
- Joseph Esdras Alfred De St-Georges, libéral, Portneuf, Québec
- Jeremiah Smith Boies De Veber, libéral, Cité de Saint-Jean, Nouveau-Brunswick
- Grant Deachman, libéral, Vancouver Quadra, Colombie-Britannique
- Robert John Deachman, libéral, Huron-Nord, Ontario
- Walter Cyril Deakon, libéral, High Park, Ontario
- Ian Deans, Nouveau Parti démocratique, Hamilton Mountain, Ontario
- Claude DeBellefeuille, Bloc québécois, Beauharnois—Salaberry, Québec
- Maud Debien, Bloc québécois, Laval-Est, Québec
- Charles Deblois, progressiste-conservateur, Montmorency—Orléans, Québec
- Alphonse Arthur Miville Déchêne, libéral, L'Islet, Québec
- Joseph Bruno Aimé Miville Déchêne, libéral, Montmagny, Québec
- Joseph Miville Dechene, libéral, Athabaska, Alberta
- John Decore, libéral, Vegreville, Alberta

## Del - Der
- Dean Del Mastro, conservateur, Peterborough, Ontario
- Arthur Delisle, libéral, Portneuf, Québec
- Michel-Siméon Delisle, libéral, Portneuf, Québec
- Vincent Della Noce, progressiste-conservateur, Duvernay, Québec
- Louis Delorme, libéral, Saint-Hyacinthe, Québec
- Pierre Delorme, conservateur, Provencher, Manitoba
- Gérard Deltell, conservateur, Louis-Saint-Laurent, Québec
- Léopold Demers, libéral, Laval—Deux-Montagnes, Québec
- Louis Julien Demers, libéral, Lévis, Québec
- Louis Philippe Demers, libéral, Saint-Jean—Iberville, Québec
- Marie Joseph Demers, libéral, Saint-Jean—Iberville, Québec
- Nicole Demers, Bloc québécois, Laval, Québec
- Yves Demers, libéral, Duvernay, Québec
- Pierre Deniger, libéral, Laprairie, Québec
- Azellus Denis, libéral, Saint-Denis, Québec
- Jean-Joseph Denis, libéral, Joliette, Québec
- Joseph-Arthur Denis, libéral, Saint-Denis, Québec
- Louis Deniset, libéral, Saint-Boniface, Manitoba
- Frederick Charles Denison, conservateur, Toronto-Ouest, Ontario
- Daniel Derbyshire, libéral, Brockville, Ontario

## Des
- Alexis Lesieur Desaulniers, conservateur, Maskinongé, Québec
- Arthur Lesieur Desaulniers, libéral, Champlain, Québec
- François Sévère Lesieur Desaulniers, conservateur, Saint-Maurice, Québec
- Louis Léon Lesieur Désaulniers, conservateur, Saint-Maurice, Québec
- Caroline Desbiens, Bloc québécois, Beauport—Côte-de-Beaupré—Île d'Orléans—Charlevoix, Québec
- Joseph Adélard Descarries, conservateur, Jacques-Cartier, Québec
- Marcel Deschambault, progressiste-conservateur, Terrebonne, Québec
- Johanne Deschamps, Bloc québécois, Laurentides—Labelle, Québec
- Jean-Paul Deschatelets, libéral, Maisonneuve—Rosemont, Québec
- Joseph-Félix Descoteaux, libéral, Nicolet, Québec
- Bernard Deshaies, Bloc québécois, Abitibi, Québec
- Luc Desilets, Bloc québécois, Rivière-des-Mille-Îles, Québec
- Alphonse Desjardins, conservateur, Hochelaga, Québec
- Gabriel Desjardins, progressiste-conservateur, Témiscamingue, Québec
- Louis-Georges Desjardins, Québec
- Samuel Desjardins, libéral, Terrebonne, Québec
- Bev Desjarlais, Nouveau Parti démocratique, Churchill, Manitoba
- Blake Desjarlais, Nouveau Parti démocratique, Edmonton Griesbach, Alberta
- Hermas Deslauriers, libéral, Sainte-Marie, Québec
- Joseph-Léon Deslières, libéral, Brome—Missisquoi, Québec
- Louis R. Desmarais, libéral, Dollard, Québec
- Odilon Desmarais, libéral, Saint-Jacques, Québec
- Clayton Earl Desmond, Gouvernement national, Kent, Ontario
- Eugène Desrochers, libéral, Maskinongé, Québec
- Jules Desrochers, libéral, Portneuf, Québec
- Odina Desrochers, Bloc québécois, Lotbinière, Québec
- Édouard Desrosiers, progressiste-conservateur, Hochelaga—Maisonneuve, Québec
- Alexis Dessaint, libéral, Kamouraska, Québec

## Dev - Dis
- Paul DeVillers, libéral, Simcoe-Nord, Ontario
- Bernard Devlin, libéral, Montréal-Centre, Québec
- Charles Ramsay Devlin, libéral, Ottawa (Comté d'), Québec
- Emmanuel Berchmans Devlin, libéral, Wright, Québec
- Barry Devolin, conservateur, Haliburton—Kawartha Lakes—Brock, Ontario
- Austin Edwin Dewar, libéral, Qu'Appelle, Saskatchewan
- Marion Dewar, Nouveau Parti démocratique, Hamilton Mountain, Ontario
- Paul Dewar, Nouveau Parti démocratique, Ottawa-Centre, Ontario
- Edgar Dewdney, conservateur, Yale, Colombie-Britannique
- Herb Dhaliwal, libéral, Vancouver-Sud, Colombie-Britannique
- Sukh Dhaliwal, libéral, Newton—Delta-Nord, Colombie-Britannique
- Ruby Dhalla, libéral, Brampton—Springdale, Ontario
- Anju Dhillon, libéral, Dorval—Lachine—LaSalle, Québec
- Lena Diab, libéral, Halifax Armdale, Nouvelle-Écosse
- Paul Wyatt Dick, progressiste-conservateur, Lanark—Renfrew—Carleton, Ontario
- Arthur Rupert Dick, conservateur, Cumberland, Nouvelle-Écosse
- John Horace Dickey, libéral, Halifax, Nouvelle-Écosse
- Charles Herbert Dickie, conservateur, Nanaimo, Colombie-Britannique
- George Lemuel Dickinson, conservateur, Carleton, Ontario
- Moss Kent Dickinson, conservateur, Russell, Ontario
- John George Diefenbaker, conservateur, Lake Centre, Saskatchewan
- Wilbert David Dimock, conservateur, Colchester, Nouvelle-Écosse
- David Charles Dingwall, libéral, Cap-Breton—Richmond-Est, Nouvelle-Écosse
- Walter Gilbert Dinsdale, progressiste-conservateur, Brandon, Manitoba
- Joseph-Alfred Dion, libéral indépendant, Lac-Saint-Jean—Roberval, Québec
- Rolland Dion, libéral, Portneuf, Québec
- Stéphane Dion, libéral, Saint-Laurent—Cartierville, Québec
- Charles-Eugène Dionne, Crédit social, Kamouraska, Québec
- Georges-Léonidas Dionne, libéral, Kamouraska, Québec
- Ludger Dionne, libéral, Beauce, Québec
- Marcel Dionne, libéral, Chicoutimi, Québec
- Maurice Adrian Dionne, libéral, Northumberland—Miramichi, Nouveau-Brunswick
- Nunzio (Nick) Discepola, libéral, Vaudreuil, Québec

## Dob - Dos
- Dorothy I. Dobbie, progressiste-conservateur, Winnipeg-Sud, Manitoba
- Thomas William Dobbie, conservateur, Elgin-Est, Ontario
- Richard Reid Dobell, libéral, Québec-Ouest, Québec
- Michelle Dockrill, Nouveau Parti démocratique, Bras d'Or, Nouvelle-Écosse
- Murray Dodd, conservateur, Cap Breton, Nouvelle-Écosse
- Anson Greene Phelps Dodge, conservateur, York-Nord, Ontario
- Charles Joseph Doherty, conservateur, Sainte-Anne, Québec
- Todd Doherty, conservateur, Cariboo—Prince George, Colombie-Britannique
- William Henry Domm, progressiste-conservateur, Peterborough, Ontario
- James Domville, conservateur, King's, Nouveau-Brunswick
- Dugald Donaghy, libéral, Vancouver-Nord, Colombie-Britannique
- William Donahue, libéral, Missisquoi, Québec
- Samuel James Donaldsom, conservateur, Prince Albert, Saskatchewan
- Han Dong, indépendant, Don Valley-Nord, Ontario
- James J. Donnelly, conservateur, Bruce-Est, Ontario
- Thomas F. Donnelly, libéral, Willow Bunch, Saskatchewan
- Murray Dorin, progressiste-conservateur, Edmonton-Ouest, Alberta
- Antoine-Aimé Dorion, libéral, Hochelaga, Québec
- Charles Napoléon Dorion, conservateur, Québec—Montmorency, Québec
- Frédéric Dorion, indépendant, Charlevoix—Saguenay, Québec
- Noël Dorion, progressiste-conservateur, Bellechasse, Québec
- Pierre Nérée Dorion, libéral, Drummond—Arthabaska, Québec
- George Dormer, conservateur, Victoria-Sud, Ontario
- Ujjal Dosanjh, libéral, Vancouver-Sud, Colombie-Britannique

## Dou - Dry
- Alexandre Joseph Doucet, conservateur, Kent, Nouveau-Brunswick
- George Henry Doucett, progressiste-conservateur, Lanark, Ontario
- Albert B. Douglas, libéral, Assiniboia, Saskatchewan
- Crawford Douglas, libéral, Bruce, Ontario
- James Lester Douglas, libéral, Queens, Île-du-Prince-Édouard
- James McCrie Douglas, libéral, Strathcona, Alberta
- James Moffat Douglas, libéral, Assiniboia-Est, Territoires du Nord-Ouest
- John Carey Douglas, unioniste, Cap-Breton-Sud et Richmond, Nouvelle-Écosse
- Tommy Douglas, CCF, Weyburn, Saskatchewan
- Robert Doull, libéral-conservateur, Pictou, Nouvelle-Écosse
- Terry Dowdall, conservateur, Simcoe—Grey, Ontario
- Cliff Downey, progressiste-conservateur, Battle River, Alberta
- Norman E. Doyle, progressiste-conservateur, St. John's-Est, Terre-Neuve-et-Labrador
- Cyrille Doyon, libéral indépendant, Laprairie, Québec
- Henry Lumley Drayton, conservateur, Kingston, Ontario
- Earl Dreeshen, conservateur, Red Deer, Alberta
- George Alexander Drew, libéral-conservateur, Wellington-Nord, Ontario
- George Alexander Drew, progressiste-conservateur, Carleton, Ontario
- Stan Dromisky, libéral, Thunder Bay—Atikokan, Ontario
- Robert Earle Drope, progressiste-conservateur, Northumberland, Ontario
- Claude Drouin, libéral, Beauce, Québec
- Francis Drouin, libéral, Glengarry—Prescott—Russell, Ontario
- Noël Drouin, progressiste-conservateur, Dorchester, Québec
- Vincent Drouin, libéral, Argenteuil—Deux-Montagnes, Québec
- John Douglas Fraser Drummond, progressiste, Middlesex-Ouest, Ontario
- Charles Mills Drury, libéral, Saint-Antoine—Westmount, Québec
- Ken Dryden, libéral, York-Centre, Ontario
- John Andrew W. Drysdale, progressiste-conservateur, Burnaby—Richmond, Colombie-Britannique

## Du - Duh
- Pamphile Réal Blaise Nugent Du Tremblay, libéral, Laurier—Outremont, Québec
- Antoine Dubé, Bloc québécois, Lévis, Québec
- Jean F. Dubé, progressiste-conservateur, Madawaska—Restigouche, Nouveau-Brunswick
- Jean-Eudes Dubé, libéral, Restigouche—Madawaska, Nouveau-Brunswick
- Paul-Léon Dubé, libéral indépendant, Restigouche—Madawaska, Nouveau-Brunswick
- Joseph Adélard Dubeau, libéral, Joliette, Québec
- Jean-Guy Dubois, libéral, Lotbinière, Québec
- Lucien Dubois, libéral, Nicolet, Québec
- V. Florent Dubois, progressiste-conservateur, Richmond—Wolfe, Québec
- Emmanuel Dubourg, libéral, Viau, Québec
- Joseph Dubuc, conservateur, Provencher, Manitoba
- Julien-Édouard-Alfred Dubuc, libéral indépendant, Chicoutimi, Québec
- Eric Duncan, conservateur, Stormont—Dundas—South Glengarry, Ontario
- Gilles Duceppe, indépendant, Laurier—Sainte-Marie, Québec
- Henri Jules Juchereau Duchesnay, nationaliste, Dorchester, Québec
- Jean-Yves Duclos, libéral, Québec, Québec
- Louis Duclos, libéral, Montmorency, Québec
- William Duff, libéral, Lunenburg, Nouvelle-Écosse
- Joseph James Duffus, libéral, Peterborough-Ouest, Ontario
- J.-Wilfrid Dufresne, progressiste-conservateur, Québec-Ouest, Québec
- Joseph Dufresne, conservateur, Montcalm, Québec
- Firmin Dugas, conservateur, Montcalm, Québec
- François Octave Dugas, libéral, Montcalm, Québec
- Louis Euclide Dugas, conservateur, Montcalm, Québec
- Joseph Duguay, conservateur, Yamaska, Québec
- Joseph Léonard Duguay, conservateur, Lac-Saint-Jean, Québec
- Léo Duguay, progressiste-conservateur, Saint-Boniface, Manitoba
- Terry Duguid, libéral, Winnipeg-Sud, Manitoba
- Ronald J. Duhamel, libéral, Saint-Boniface, Manitoba

## Dum - Dym
- Cyrille Dumaine, libéral, Bagot, Québec
- Armand Dumas, libéral, Villeneuve, Québec
- Maurice Dumas, Bloc québécois, Argenteuil—Papineau, Québec
- Bernard Dumont, Crédit social, Bellechasse, Québec
- Joseph Dumont, libéral, Kamouraska, Québec
- John Morris Duncan, réformiste, North Island—Powell River, Colombie-Britannique
- Kirsty Duncan, libéral, Etobicoke-Nord, Ontario
- Matthew Robert Duncan, conservateur, Grey-Nord, Ontario
- Joseph Rutherford Dundas, conservateur, Victoria-Sud, Ontario
- Christopher Dunkin, conservateur, Brome, Québec
- Charles Avery Dunning, libéral, Regina, Saskatchewan
- Claude Duplain, libéral, Portneuf, Québec
- Flavien Dupont, conservateur, Bagot, Québec
- Raymond Dupont, libéral, Sainte-Marie, Québec
- Maurice Dupras, libéral, Labelle, Québec
- Hercule Dupré, libéral, Sainte-Marie, Québec
- Maurice Dupré, conservateur, Québec-Ouest, Québec
- Hector Dupuis, libéral, Sainte-Marie, Québec
- Vincent Dupuis, libéral, Laprairie—Napierville, Québec
- Yvon Dupuis, libéral, Saint-Jean—Iberville—Napierville, Québec
- Michel Dupuy, libéral, Laval-Ouest, Québec
- Gérard Duquet, libéral, Québec-Est, Québec
- Alfred Duranleau, conservateur, Chambly—Verchères, Québec
- Richard John Joseph Durante, libéral, Comox—Alberni, Colombie-Britannique
- Eugène Durocher, libéral, Saint-Jacques, Québec
- Joseph-Étienne Dussault, libéral, Lévis, Québec
- Eugène Alphonse Dyer, conservateur, Brome, Québec
- Rick Dykstra, conservateur, St. Catharines, Ontario
- Albert Edward Dyment, libéral, Algoma, Ontario
- Alfred Hutchinson Dymond, libéral, York-Nord, Ontario
- Julie Dzerowicz, libéral, Davenport, Ontario